# Auriac-sur-Dropt
Auriac-sur-Dropt – miejscowość i gmina we Francji, w regionie Nowa Akwitania, w departamencie Lot i Garonna.
Według danych na rok 1990 gminę zamieszkiwały 183 osoby, a gęstość zaludnienia wynosiła 35 osób/km² (wśród 2290 gmin Akwitanii Auriac-sur-Dropt plasuje się na 994. miejscu pod względem liczby ludności, natomiast pod względem powierzchni na miejscu 1413.).